# Lago Biecai
Il Lago Biecai è un caratteristico lago temporaneo di natura carsica situato a 1967 m s.l.m. nelle Alpi Liguri, in comune di Roccaforte Mondovì. Si trova nell'alta valle dell'Ellero, poco a sud della Porta Sestrera.

## Toponimo

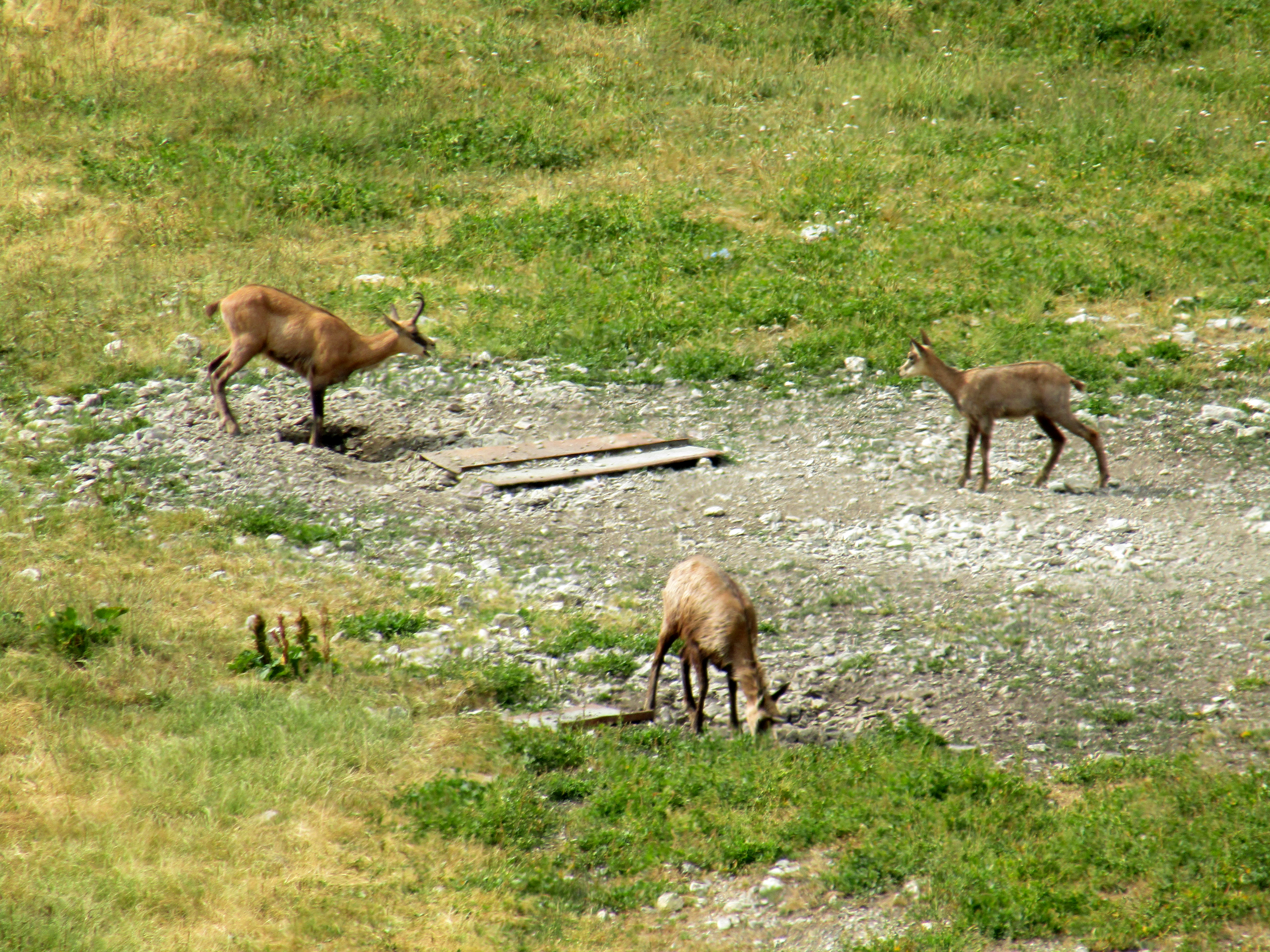
Camosci sul fondo asciutto del lago

Il lago viene citato in letteratura geologica anche come lago Pical o Cicalo Biecai. Il toponimo Biecai sarebbe di origine gallica, ed è riconducibile al significato  di dolina.

## Descrizione

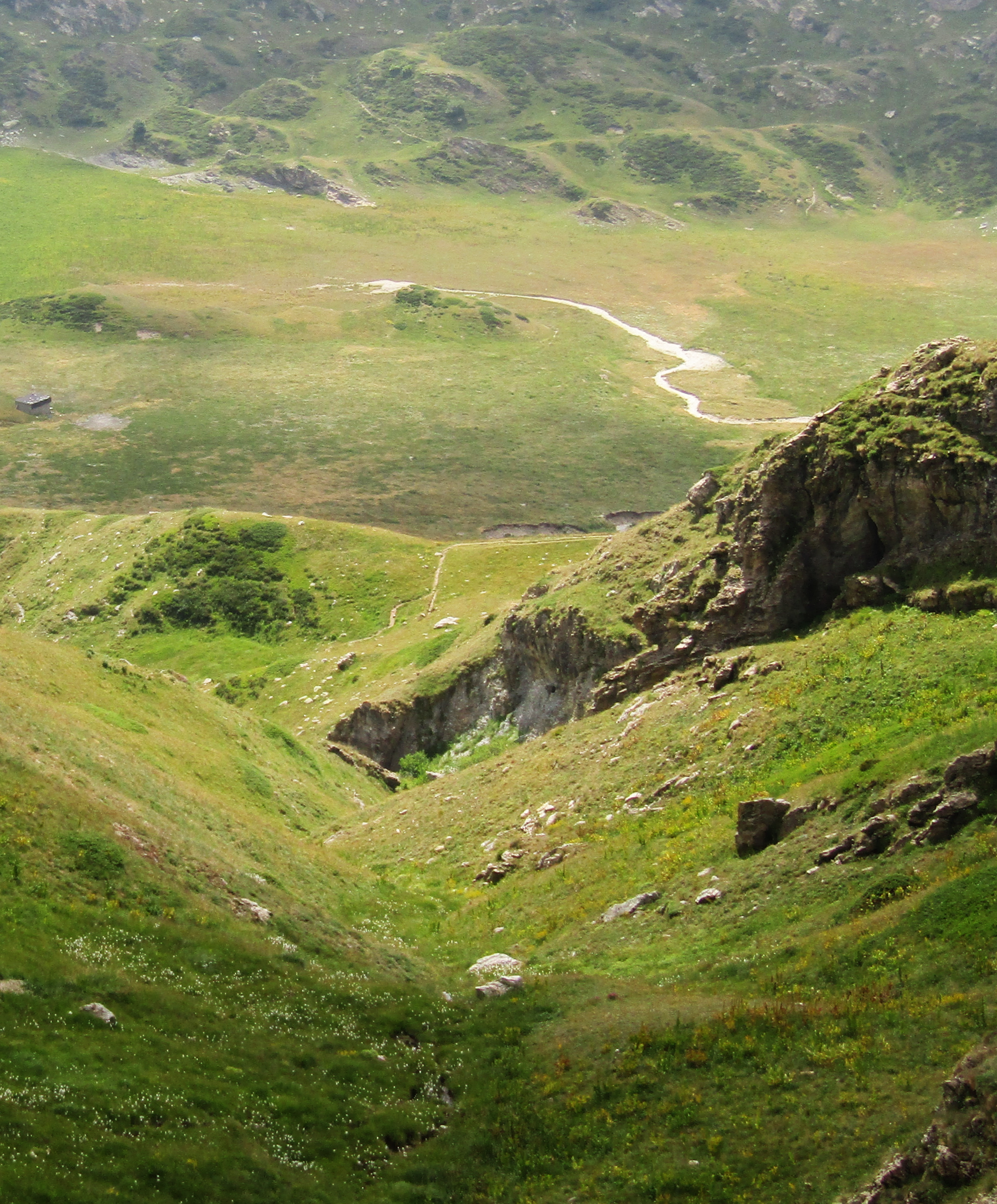
Uno dei valloncelli che alimentano il lago

Il Lago Biecai è situato in Valle Ellero a 1967 m di quota, sul lato sinistro della vallata. Ad ovest della conca lacustre si trova la costiera montuosa che divide la Valle dell'Ellero da quella del Pesio, ed in particolare un tratto di spartiacque che comprende le Cime di Serpentera, dalla morfologia piuttosto dolce, e i Rastelli del Marguareis, decisamente più impervi. A nord del lago, ad una quota leggermente più elevata, si trova la conca del Lago delle Moie. Il Lago Biecai è separato dal solco principale della Valle Ellero da un colletto denominato Porta Biecai, posto una quota di 1998 m.

## Geologia
La zona del Lago Biecai è composta da rocce che risalgono all'Eocene. Il lago viene considerato dai geologi un interessante esempio di lago carsico. Venne descritto già a fine Settecento; si tratta di una depressione tettonico-carsica. La conca lacustre e l'area circostante sono caratterizzate da un substrato poco permeabile, in particolare nella zona ad ovest, ma nella zona più bassa si trova uno scarico sotterraneo di origine carsica. Questo convoglia le acque che vi si accumulano più in basso, sempre in Valle Ellero, alimentando a sua volta una serie di sorgenti, anch'esse di portata variabile nel corso dell'anno. Il bacino lacustre è alimentato dalle acque di scorrimento della conca circostante, convogliate in alcuni rii che scendono, principalmente, dalla costiera divisoria tra Valle Pesio e Valle Ellero. Lo scaricatore carsico in primavera con lo scioglimento delle nevi, o anche in caso di abbondanti precipitazioni, non riesce a smaltire le acque che si accumulano al fondo della conca; si forma allora un vasto bacino idrico temporaneo, che però per buona parte dell'anno si presenta asciutto e inerbito.

## Escursionismo

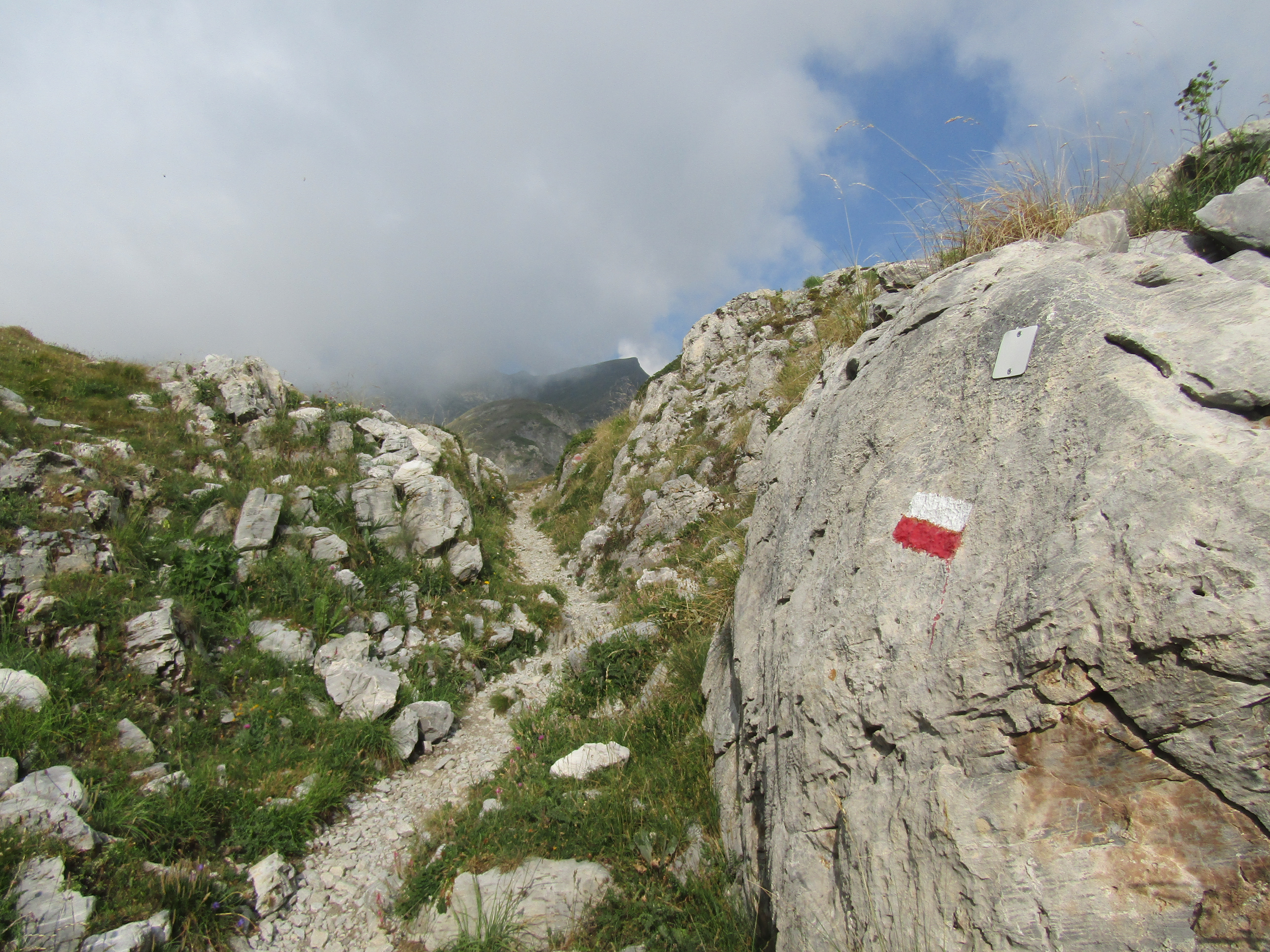
La Porta Biecai

Il lago può essere raggiunto seguendo a piedi alcuni brevi sentieri che si diramano dal percorso della Grande traversata delle Alpi nel tratto che collega il rifugio Mondovì con la Porta Sestrera.